# Video nasty

Video nasty (pl. Video nasties) est un terme anglais familier popularisé par l'Association nationale des téléspectateurs et des auditeurs (NVALA) au Royaume-Uni pour désigner un certain nombre de films, généralement des films d'épouvante ou d'exploitation à petit budget, distribués sur cassette vidéo et critiqués pour leur contenu violent par les critiques, les éditorialistes et diverses organisations religieuses au début des années 1980. Ces vidéos n'ont pas été soumises au British Board of Film Classification (BBFC) en raison d'une lacune dans les lois sur la classification des films qui permettait aux vidéos de contourner le processus d'examen. Les sorties vidéo non censurées qui en ont résulté ont donné lieu à un débat public sur la disponibilité de ces films pour les enfants en raison de la nature non réglementée du marché.
À la suite d'une campagne menée par Mary Whitehouse et la NVALA, des poursuites ont été engagées contre des personnes impliquées dans des commerces exploitant des vidéos prétendument obscènes. Pour aider les autorités locales à identifier les films obscènes, le directeur des poursuites publiques a publié une liste de 72 films qui, selon lui, violaient la loi de 1959 sur les publications obscènes (Obscene Publications Act). Cette liste comprenait des films qui avaient déjà été acquittés pour obscénité ou qui avaient déjà été certifiés par le BBFC. En outre, une deuxième liste a été publiée, qui contenait 82 titres supplémentaires qui n'étaient pas censés conduire à des condamnations pour obscénité, mais qui pouvaient néanmoins être confisqués en vertu des lois sur la confiscation prévues par la loi. La confusion qui en a résulté quant à la définition du matériel obscène a conduit le Parlement à adopter la loi de 1984 sur les enregistrements vidéo (Video Recordings Act 1984), qui exige la certification des sorties vidéo par le BBFC,.

## Filmographie
La liste du directeur du parquet (DPP) est divisée en deux sections : Section 1 et Section 2. 

### Section 1
La section 1 comporte en tout 39 films. Tout titre saisi en vertu de la section 1 rend le revendeur ou le distributeur passible de poursuites pour diffusion de matériel obscène. Les revendeurs peuvent être condamnés à une amende ou à une peine d'emprisonnement et le film lui-même est déclaré obscène si les poursuites aboutissent, ce qui signifie qu'il ne peut être distribué ou vendu au Royaume-Uni tant que l'obscénité n'a pas été annulée. 39 des films de la section 1 ont été poursuivis avec succès et sont restés interdits. 33 des films de la section 1 ont fait l'objet de poursuites infructueuses et ont été retirés de la liste et placés dans la section 2.
- 1963 : Orgie sanglante (Blood Feast) de Herschell Gordon Lewis
- 1968 : Blood Rites (en) d'Andy Milligan
- 1969 : Le Camp spécial N° 7 (Love Camp 7) de Lee Frost
- 1969 : La horripilante bestia humana (es) de René Cardona
- 1971 : La Baie sanglante (Ecologia del delitto) de Mario Bava
- 1972 : La Semaine d'un assassin (La semana del asesino) d'Eloy de la Iglesia
- 1972 : La Dernière Maison sur la gauche (The Last House on the Left) de Wes Craven
- 1973 : Chair pour Frankenstein (Flesh for Frankenstein) de Paul Morrissey et Antonio Margheriti
- 1974 : Axe (en) de Frederick Friedel
- 1975 : L'Île des morts (Τα παιδιά του Διαβόλου, Ta pedhia tou dhiavolou) de Nico Mastorakis
- 1975 : Dans les griffes du loup-garou (La maldición de la bestia) de Miguel Iglesias
- 1976 : Exposé de James Kenelm Clarke (en)
- 1976 : Horreurs nazies, le camp des filles perdues (Lager SSadis Kastrat Kommandantur) de Sergio Garrone
- 1976 : Snuff (El ángel de la muerte) de Michael et Roberta Findlay
- 1977 : Holocauste nazi : Armes secrètes du IIIe Reich (La bestia in calore) de Luigi Batzella
- 1977 : La Dernière Orgie du IIIe Reich (L'ultima orgia del III Reich) de Cesare Canevari
- 1977 : Fight for Your Life (en) de Robert A. Endelson
- 1978 : Face à la mort (Faces of Death) de John Alan Schwartz
- 1978 : Œil pour œil (I Spit on Your Grave) de Meir Zarchi
- 1978 : Mardi Gras Massacre (en) de Jack Weis
- 1979 : Driller Killer (The Driller Killer) d'Abel Ferrara
- 1979 : L'Enfer des zombies (Zombi 2) de Lucio Fulci
- 1980 : Cannibal Holocaust de Ruggero Deodato
- 1980 : Night of the Demon (en) de James C. Wasson
- 1980 : Toxic Zombies (en) de Charles McCrann
- 1980 : Antropophagus de Joe D'Amato
- 1980 : La Maison au fond du parc (La casa sperduta nel parco) de Ruggero Deodato
- 1980 : Chasseurs d'hommes (de) (El caníbal) de Jesús Franco
- 1980 : Pulsions cannibales (Apocalypse domani) d'Antonio Margheriti
- 1981 : La Maison près du cimetière (Quella villa accanto al cimitero) de Lucio Fulci
- 1981 : Horrible (Rosso sangue) de Joe D'Amato
- 1981 : Cauchemars à Daytona Beach (Nightmare in a Damaged Brain) de Romano Scavolini
- 1981 : La Lune de sang (Die Säge des Todes) de Jesús Franco
- 1981 : Madhouse (There Was a Little Girl) d'Ovidio G. Assonitis
- 1981 : Carnage (The Burning) de Tony Maylam
- 1981 : Cannibal Ferox d'Umberto Lenzi
- 1981 : Le Tueur de la forêt (en) (Don't Go in the Woods) de James Bryan
- 1981 : Messe noire (Evilspeak) d'Eric Weston
- 1982 : Ténèbres (Tenebre) de Dario Argento

### Section 2
La section 2 comporte en tout 32 films. Les titres de la section 2 étaient susceptibles d'être confisqués sous le chef d'accusation « moins obscène », ce qui permettait à la police de saisir un film qu'elle considérait comme obscène et, tant que le revendeur coopérait, il admettait légalement que les articles étaient obscènes et échappait ainsi à toute poursuite personnelle. Les 33 films qui ne pouvaient pas être poursuivis en vertu de la section 1 devenaient automatiquement des titres de la section 2 et étaient toujours saisis par la police. La principale différence entre la section 1 et la section 2 est que les revendeurs ou distributeurs de vidéos peuvent être personnellement poursuivis en justice pour avoir détenu le film en vertu de la section 1, mais pas en vertu de la section 2, où l'obscénité est admise par la confiscation du matériel.
- 1972 : Au pays de l'exorcisme (Il paese del sesso selvaggio) d'Umberto Lenzi
- 1973 : The Forgotten (en) de S.F Brownrigg
- 1974 : Le Massacre des morts-vivants (Non si deve profanare il sonno dei morti) de Jorge Grau
- 1975 : La bête tue de sang-froid (L'ultimo treno della notte) d'Aldo Lado
- 1975 : Des diamants pour l'enfer (Frauengefängnis 3) de Jesús Franco
- 1976 : The Witch Who Came from the Sea (en) de Matt Cimber
- 1977 : Le Crocodile de la mort (Eaten Alive) de Tobe Hooper
- 1978 : I Miss You, Hugs and Kisses (en) de Murray Markowitz
- 1978 : La Montagne du dieu cannibale (La montagna del dio cannibale) de Sergio Martino
- 1978 : La Foreuse sanglante (The Toolbox Murders) de Dennis Donnelly
- 1979 : La Petite Sœur du diable (Suor Omicidi) de Giulio Berruti
- 1979 : Sentences de mort (en) (Delirium) de Peter Maris
- 1979 : Pyromaniac (Don't Go in the House) de Joseph Ellison
- 1979 : La Malédiction du fond des temps (en) (Don't Go Near the Park) de Lawrence David Foldes
- 1980 : Spectre (The Boogeyman) d'Ulli Lommel
- 1980 : Virus cannibale (Virus) de Bruno Mattei et Claudio Fragasso
- 1980 : Frozen Scream (en) de Frank Roach
- 1980 : Expérimentations humaines (Human Experiments) de Gregory Goodell
- 1980 : Inferno de Dario Argento
- 1980 : Contamination de Luigi Cozzi
- 1981 : Les Yeux de la terreur (Night School) de Ken Hughes
- 1981 : Terreur cannibale d'Alain Deruelle
- 1981 : Possession d'Andrzej Żuławski
- 1981 : Massacres dans le train fantôme (The Funhouse) de Tobe Hooper
- 1981 : Evil Dead (The Evil Dead) de Sam Raimi
- 1981 : L'Au-delà (E tu vivrai nel terrore! L'aldilà) de Lucio Fulci
- 1981 : Réincarnations (Dead and Buried) de Gary Sherman
- 1982 : La Maison de sang (en) (The Dorm That Dripped Blood) de Stephen Carpenter et Jeffrey Obrow
- 1982 : Unhinged (en) de Don Gronquist
- 1982 : Terreur à l'hôpital central (Visiting Hours) de Jean-Claude Lord
- 1982 : The Slayer (en) de Joseph S. Cardone
- 1982 : À la limite du cauchemar (Butcher, Baker, Nightmare Maker) de William Asher
- 1983 : Boogeyman II (en) d'Ulli Lommel

### Section 3
La section 3 comporte en tout 82 films. Une liste supplémentaire a été divulguée en même temps que la liste officielle, intitulée Section 3 Video Nasties. Les titres figurant sur la liste de la section 3 ne pouvaient pas être poursuivis pour obscénité, mais pouvaient être saisis et confisqués sous un chef d'accusation « moins obscène ». Les cassettes saisies en vertu de l'article 3 pouvaient être détruites après leur confiscation par les distributeurs ou les commerçants.
- 1968 : La Nuit des morts-vivants (Night of the Living Dead) de George A. Romero
- 1969 : Les Contes de Grimm pour grandes personnes (Grimms Märchen von lüsternen Pärchen) de Rolf Thiele
- 1969 : Le Médecin dément de l'île de sang (The Mad Doctor of Blood Island) de Gerardo de León et Eddie Romero
- 1970 : La Marque du diable (Hexen bis aufs Blut gequält) de Michael Armstrong et Adrian Hoven
- 1971 : The Toy Box de Ronald Víctor García
- 1971 : Wrong Way de Ray Williams
- 1971 : The Headless Eyes (en) de Kent Bateman
- 1972 : Invasion of the Blood Farmers (en) d'Ed Adlum
- 1972 : Au service de Satan (Disciples of Death / Enter the Devil) de Frank Q. Dobbs
- 1973 : Les Démons de Jesús Franco
- 1973 : Les Expériences érotiques de Frankenstein (La maldición de Frankenstein) de Jesús Franco
- 1973 : Schoolgirls in Chains de Fon Jones
- 1973 : Les Monstres sanglants (Pigs) de Marc Lawrence
- 1974 : Foxy Brown de Jack Hill
- 1974 : Massacre à la tronçonneuse (The Texas Chain Saw Massacre) de Tobe Hooper
- 1974 : Executioner (en) (Massacre Mafia Style) de Duke Mitchell
- 1974 : Les Yeux bleus de la poupée cassée (Los ojos azules de la muñeca rota) de Carlos Aured
- 1975 : De sang froid (en) (The Love Butcher) de Mikel Angel et Don Jones
- 1975 : The Astrologer (en) ou Suicide Cult de James Glickenhaus
- 1975 : Les Frissons de l'angoisse (Profondo rosso) de Dario Argento
- 1976 : Mansion of the Doomed (en) de Michael Pataki
- 1976 : Mosquito der Schänder de Marijan Vajda (sh)
- 1976 : La Louve sanguinaire (La lupa mannara) de Rino Di Silvestro
- 1976 : Communion sanglante (Alice, Sweet Alice) d'Alfred Sole
- 1976 : Week-end sauvage (Death Weekend) de William Fruet
- 1977 : Martin de George A. Romero
- 1977 : Le Zombie venu d'ailleurs (Prey) de Norman J. Warren
- 1977 : La colline a des yeux (The Hills Have Eyes) de Wes Craven
- 1977 : L'Enfant (en) (The Child) de Robert Voskanian
- 1977 : Ultime Violence (La belva col mitra) de Sergio Grieco
- 1977 : Suspiria de Dario Argento
- 1977 : Rage (Rabid) de David Cronenberg
- 1978 : La Terreur des morts-vivants (Terror) de Norman J. Warren
- 1978 : Fureur sauvage (Brutes and Savages) d'Arthur Davis
- 1978 : L'île de l'enfer-cannibales (Primitif) de Sisworo Gautama Putra
- 1978 : Le Couloir de la mort (The Evil) de Gus Trikonis
- 1978 : Zombie (Dawn of the Dead) de George A. Romero
- 1978 : Le Chant de Jimmy Blacksmith (The Chant of Jimmie Blacksmith) de Fred Schepisi
- 1978 : Le Dernier Monde cannibale (Ultimo mondo cannibale) de Ruggero Deodato
- 1979 : Phantasm de Don Coscarelli
- 1979 : La Terreur des zombies (Zombi Holocaust) de Marino Girolami
- 1980 : Christmas Evil de Lewis Jackson
- 1980 : Le Bal de l'horreur (Prom Night) de Paul Lynch
- 1980 : L'Avion de l'apocalypse (Incubo sulla città contaminata) d'Umberto Lenzi
- 1980 : Héros d'apocalypse (L'ultimo cacciatore) d'Antonio Margheriti
- 1980 : Les Évadées du camp d'amour (Femmine infernali) d'Edoardo Mulargia
- 1980 : Vendredi 13 (Friday the 13th) de Sean S. Cunningham
- 1980 : Vengeance (Scream for Vengeance!) de Bob Bliss
- 1980 : Shogun Assassin de Robert Houston
- 1980 : Brigade anti-viol (en) (Don't Answer the Phone!) de Robert Hammer
- 1980 : La Secte des cannibales (Mangiati vivi!) d'Umberto Lenzi
- 1980 : La Démente (en) (Demented) d'Arthur Jeffreys
- 1980 : Une fille pour les cannibales (Mondo cannibale) de Jesús Franco et Francesco Prosperi
- 1981 : Strange Behavior (en) de Michael Laughlin
- 1981 : Inseminoid de Norman J. Warren
- 1981 : Le Lac des morts vivants de Jean Rollin
- 1981 : Scanners de David Cronenberg
- 1981 : Attaque à mains nues (Firecracker ou Naked Fist) de Cirio H. Santiago
- 1981 : Retour vers le cauchemar (en) (The Nestinge) d'Armand Weston
- 1981 : Mad Foxes (Los violadores) de Paul Grau
- 1981 : La Nuit du saigneur (en) (Home Sweet Home) de Nettie Peña
- 1981 : Le Tueur du vendredi (Friday the 13th Part 2) de Steve Miner
- 1981 : Examen final (en) (Final Exam) de Jimmy Huston
- 1981 : La Mort en récompense (Graduation Day) de Herb Freed
- 1981 : Rosemary's Killer (The Prowler) de Joseph Zito
- 1981 : Happy Birthday : Souhaitez ne jamais être invité (Happy Birthday to Me) de J. Lee Thompson
- 1981 : L'Aube des zombies (Dawn of the Mummy) de Frank Agrama
- 1982 : The Aftermath (en) de Steve Barkett
- 1982 : Honeymoon (Honeymoon Horror) de Harry Preston
- 1982 : Xtro de Harry Bromley Davenport
- 1982 : The Thing de John Carpenter
- 1982 : La Malédiction de la sorcière (en) (Superstition) de James W. Roberson
- 1982 : L'Abîme des morts vivants (La tumba de los muertos vivientes) de Jesús Franco
- 1982 : Nightbeast (en) de Don Dohler
- 1982 : Parasite de Charles Band
- 1982 : Midnight (en) de John A. Russo
- 1982 : Un tueur dans la ville (The Clairvoyant) d'Armand Mastroianni
- 1982 : Les Frénétiques (The Last Horror Film) de David Winters
- 1982 : Black Room (en) (The Black Room) d'Elly Kenner et Norman Thaddeus Vane
- 1982 : Blood Song (en) ou Dream Slayer d'Alan J. Levi
- 1983 : Grievous Bodily Harm de David Kent-Watson
- 1983 : Mausoleum de Michael Dugan